# Mörttjärn (Hammerdals socken, Jämtland)
Mörttjärn är en sjö i Strömsunds kommun i Jämtland och ingår i Ångermanälvens huvudavrinningsområde.